# Matthew Flinders
Matthew Flinders (n. 16 martie 1774, Donington⁠(d), South Holland, Anglia, Regatul Marii Britanii – d. 19 iulie 1814, Londra, Regatul Unit al Marii Britanii și Irlandei) a fost unul din cei mai importanți navigatori și cartografi ai timpului său. Într-o carieră care s-a întins peste douăzeci de ani, el a navigat cu căpitanul William Bligh, a circumnavigat Australia și a încurajat numele acesta pentru continentul cunoscut anterior ca New Holland. A scris o lucrare despre explorarea australiană timpurie, A Voyage to Terra Australis/ O călătorie spre Terra Australis.
Numele lui Flinders este în prezent asociat cu peste 100 caracteristici geografice și locuri în Australia, pe lângă Insula Flinders din strâmtoarea Bass.